# Lemdiaj
Lemdiaj (ros. Лемдяй) – wieś (sieło) w Rosji, w Mordowii, w rejonie staroszajgowskim. W 2010 liczyła 566 mieszkańców.